# Pierre Vandamme

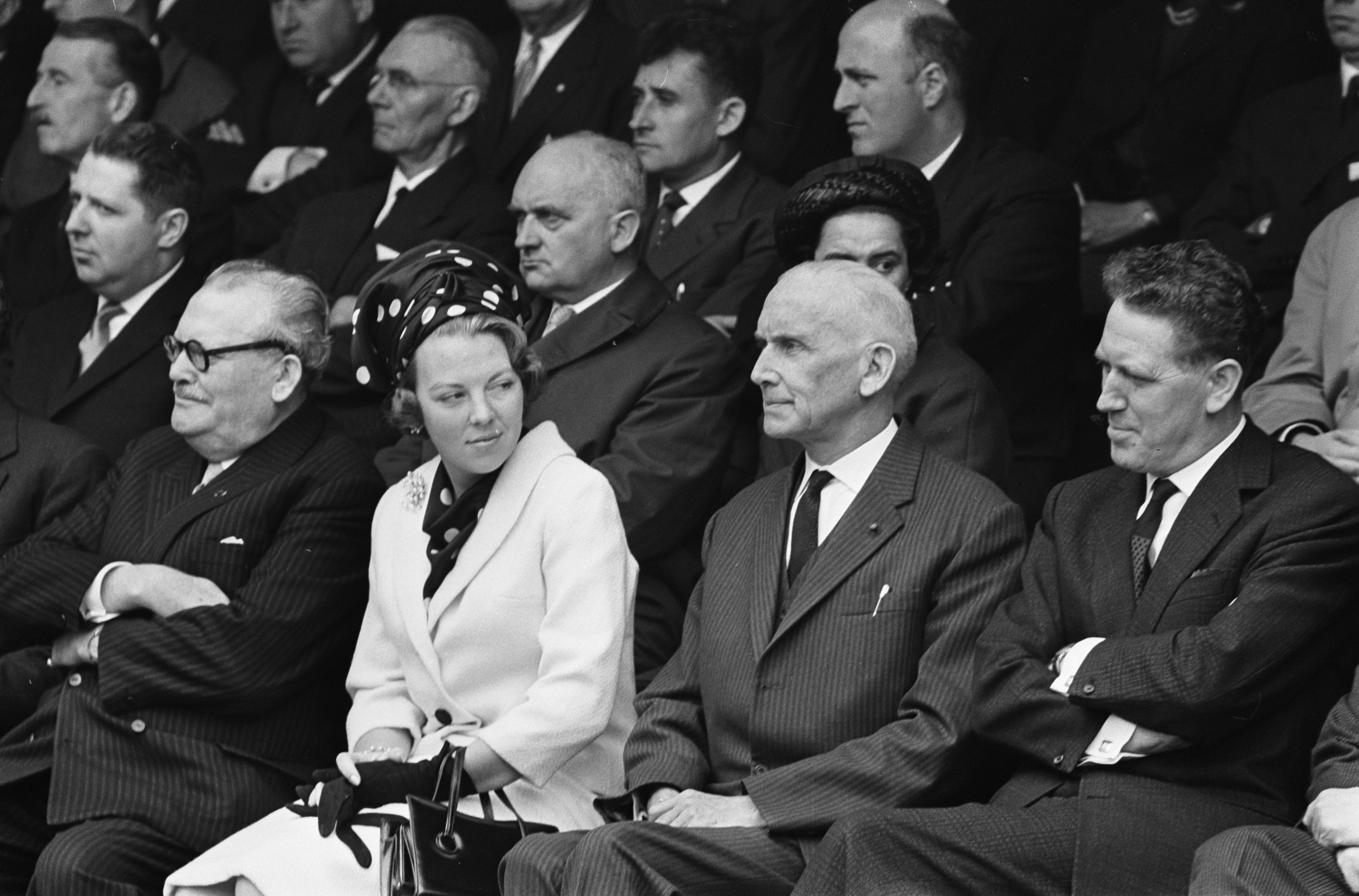
Pierre Vandamme (links van prinses Beatrix) bij de eerstesteenlegging van de Bibliotheek Europacollege Brugge (4 juni 1965)

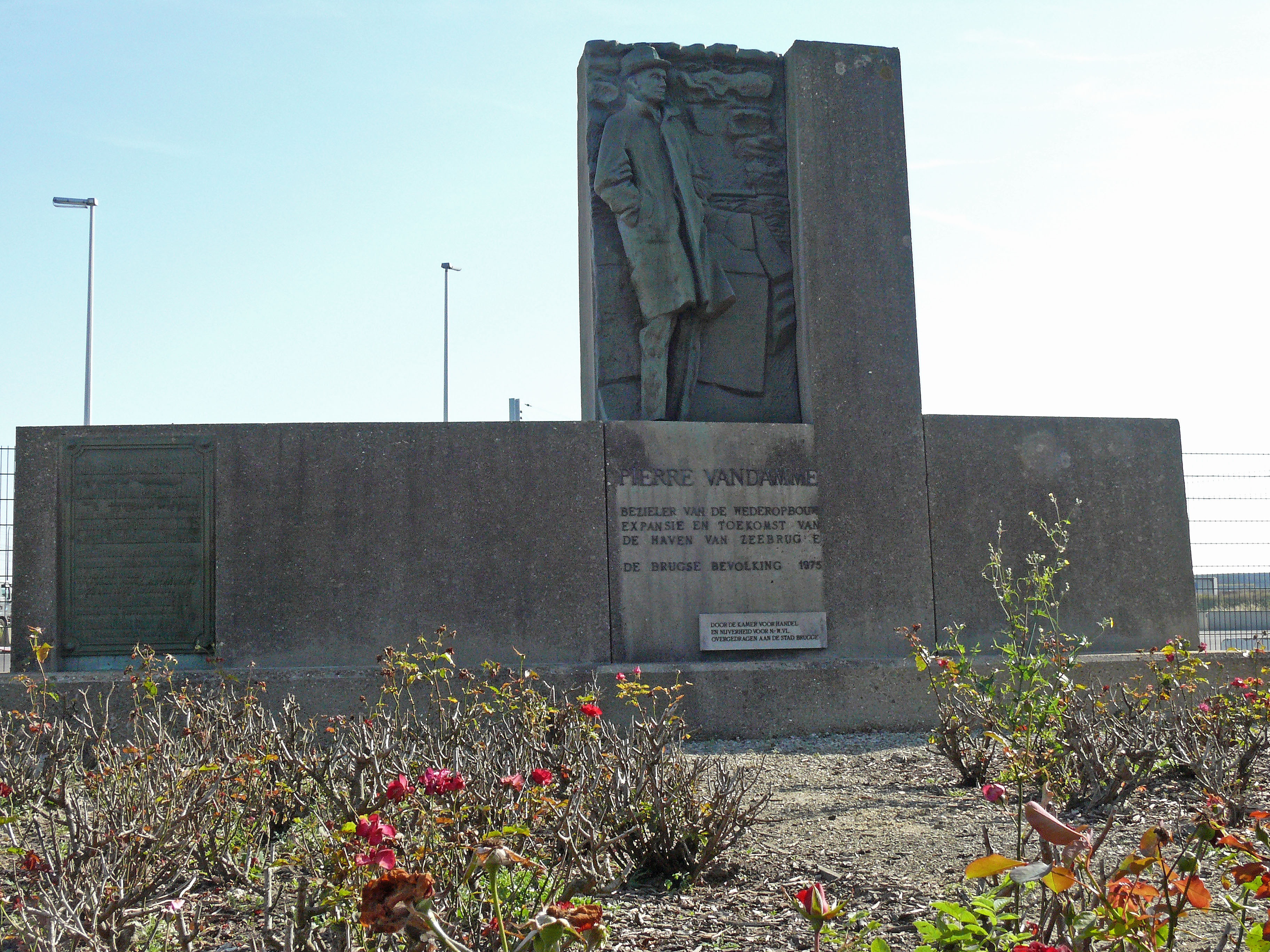
Gedenkteken als hulde aan Pierre Vandamme, Isabellalaan 1, Zeebrugge

Pierre Vandamme (Brugge, 10 juli 1895 – aldaar, 18 maart 1983), vaak ook als Van Damme geschreven, was juwelier, havenvoorzitter van Zeebrugge en achtereenvolgens gemeenteraadslid, schepen en burgemeester van Brugge.

## Levensloop
Vandamme was de zoon van juwelier Jan Vandamme en van Blanca Valcke, die ter gelegenheid van hun huwelijk, in een gedicht van tachtig regels door Guido Gezelle bezongen werden.
Hij was twaalf toen hij langs het zeekanaal tussen Brugge en Zeebrugge de feestelijke activiteiten gadesloeg naar aanleiding van de officiële inhuldiging van de haven door koning Leopold II op 23 juli 1907. Van toen af zou het bevorderen van deze haven zijn levensdoel worden, eerst als jonge idealist, weldra daadwerkelijk als volwassene.
Na zijn middelbare studies aan het Sint-Lodewijkscollege en zijn militaire dienst tijdens de Eerste Wereldoorlog, trad hij beroepshalve in zijn vaders' voetsporen. Hij huwde in 1922 met de Oostendse Marie-Louise Elleboudt, met wie hij zes kinderen kreeg. Zwak van gezondheid bracht Pierre Van Damme in de jaren voor de Tweede Wereldoorlog heel wat tijd door in Zwitserland of aan de Azuurkust.
Na de Eerste Wereldoorlog begon hij stilaan zijn ideeën over de Brugse haven publiek te maken, hetzij met artikelen in lokale kranten, hetzij als secretaris van de 'Cercle colonial et maritime' (Koloniale en Zeevaartkring). In 1932 werd hij in het havenbestuur benoemd als vertegenwoordiger van de stad Brugge.
Deze activiteiten brachten hem dichter bij de politiek. Hij stelde zich in 1938 kandidaat voor de gemeenteraadsverkiezingen. Hij werd verkozen en tot schepen van openbare werken verkozen. Na de Duitse inval bleef hij nog een tijd deze functie uitoefenen, maar hij nam ontslag toen onder Duitse bescherming de fusie van Brugge en randgemeenten leidde tot 'Groot-Brugge', onder het burgemeesterschap van de buiten de gemeenteraad benoemde Vlaams-nationalist Jozef Devroe.
Na de oorlog moest de voor de tweede maal grondig vernielde voorhaven in Zeebrugge weer worden hersteld. Nadat de afgevaardigde bestuurder was gevlucht, was Vandamme al op 25 mei 1940 tot dienstdoende afgevaardigd bestuurder aangesteld, en na de oorlog werd hij bevestigd als voorzitter en afgevaardigd bestuurder van de havenmaatschappij, functies die hij tot in 1976 bleef uitoefenen. De heropbouw van de haven was niet vanzelfsprekend. Een gezaghebbende maritieme krant in Antwerpen, de Lloyd Anversois, voerde campagne onder het motto 'Il faut abandonner Zeebruges'. In de volgende jaren werden niettemin, met ondersteuning door de Belgische regering, aanzienlijke inspanningen geleverd, waarbij Vandamme telkens de drijvende kracht was, teneinde nieuwe trafieken zowel van goederen als van personen aan te trekken.
De inspanningen kenden soms succes, maar soms ook heel wat ontgoochelingen. Onder deze laatsten was er het project van de Amerikaan Cantor, om grote cruiseschepen naar Zeebrugge te brengen, en de projecten van Latijns-Amerikanen en van Onassis om Zeebrugge uit te bouwen tot een petroleumhaven en er een scheepswerf op te richten. Maar ook mislukte projecten waren nuttig, want ze leidden tot verdere uitdieping van de vaargeul, hetgeen dan weer andere investeringen en verkeersstromen mogelijk maakte, zoals de passagierslijnen op Engeland, de petroleumterminal van Sinclair Oil en Texaco, de terminal voor vloeibaar aardgas. Vanaf de jaren zestig werden de inspanningen van Vandamme ook in grote mate ondersteund door nieuwe verantwoordelijken uit de jongere generaties, zoals Fernand Traen, Olivier Vanneste en Robert Simoen. Het werd de tijd van de studiecommissies (onder meer de Commissie-Verschaeve en de Commissie-Gaston Craen) en ook van de grote studieontwerpen, die zouden uitmonden in de aanzienlijke investeringen die van Zeebrugge een wereldhaven moesten maken. Ook het feit dat Zeebrugge binnen de NAVO als een interessante haven werd beoordeeld, hielp om er, met militaire doeleinden, investeringen in te ondernemen.
Pierre Vandamme was ook overtuigd dat industrie moest worden aangetrokken, teneinde verkeersstromen te genereren. In Zeebrugge en in Brugge (Sint-Pieters) werden industrieterreinen aangelegd, waar zich stilaan bedrijven kwamen vestigen, hoewel die eerder weinig scheepvaart opleverden. Het onder zijn impuls aangelegde Nijverheidsdok bracht aanvankelijk weinig leven in de achterhaven. De in de binnenstad gevestigde bedrijven kwamen zich daar als eerste vestigen. Geleidelijk lieten echter ook grotere en ook buitenlandse bedrijven zich verleiden door de gunstige voorwaarden. De grootsten waren UCO, Outboard Marine, CBRT (weldra Philips), Pemco (weldra Bayer).
Op 1 juli 1956 werd Vandamme tot burgemeester benoemd, in opvolging van Victor Van Hoestenberghe. Zijn populariteit had tegen die tijd zo'n hoge vlucht genomen, dat hij wekenlang op vorstelijke manier werd ingehuldigd. De lokale kranten brachten telkens verslag uit over de ontvangsten in wijken, straten of verenigingen. Hij was zeer betrokken bij het verenigingsleven in de stad en leek alomtegenwoordig. Vandamme schafte het ouderwetse reglement af dat carnaval verbood en gaf de impuls voor de oprichting van een 'Comité voor initiatief' dat zou instaan voor het organiseren van feestelijke activiteiten.
Zijn bestuur was, ook als stadsbestuurder, vooral gericht op de ontwikkeling van de haven, met inbegrip van de vissershaven, en het aantrekken van industrie. Hij had minder belangstelling voor het monumentenpatrimonium van de stad, wat niet wil zeggen dat hij er onverschillig tegenover stond. Ook de sociale woningbouw had zijn volle aandacht, en verschillende nieuwe volkswijken ontstonden, buiten de oude stad, op de stadswijken Sint-Jozef en Sint-Pieters. Het werd een probleem tussen de stad Brugge en de randgemeente Sint-Michiels toen de 'officiële' veemarkt van de stad Brugge het moest afleggen tegen de privé veemarkt die op Sint-Michiels tot stand kwam, met de steun van burgemeester Van Maele. Ook over deze concurrentiestrijd werd veelvuldig in de lokale kranten bericht.
Eind jaren zestig werd vanuit het Brugse stadsbestuur voorgesteld om, in functie van de verdere uitbouw van de stad en de haven, de gemeenten Lissewege, Dudzele en Heist bij Brugge te voegen. Uiteindelijk kwam echter een fusie tot stand met de randgemeenten Sint-Andries, Sint-Kruis, Sint-Michiels, Assebroek en Koolkerke, met daarbij Lissewege en Dudzele, maar niet Heist. Van 50.000 inwoners werd Brugge een stad van 120.000 inwoners.
De CVP had niet alleen de absolute meerderheid in Brugge, maar was ook sterk in de randgemeenten vertegenwoordigd. Met Pierre Vandamme als lijsttrekker werd een sterke lijst samengesteld die in de fusiestad een niet eerder behaalde score van 56 procent realiseerde. Toen kon de fusie ook in de praktijk tot stand komen. Al vlug bleek dit een heel intensieve taak, waar de inmiddels 76-jarige Vandamme tegen opzag. Des te meer omdat het ook een veel 'politieker' en 'competitiever' bedoening was geworden dan hij gewoon was geweest, zowel in zijn eigen partij als in de verhoudingen met de andere (oppositie)partijen in de gemeenteraad. Na een jaar besloot hij dan ook ontslag te nemen. Hij werd opgevolgd door Michel Van Maele, zijn eerste schepen en voormalig burgemeester van Sint-Michiels. Achteraf voelde Vandamme dit ontslag toch als afgedwongen aan en hij zou zich niet verzetten toen in 1976 door sommigen, met enige discrete steun van zijn zoon, CVP-volksvertegenwoordiger Fernand Vandamme en van enkele bestuursleden van het Brugse ACW, een campagne tegen zijn opvolger werd gevoerd, met een politieke groep en lijst die onder de naam Christen democraten aan de CVP de volstrekte meerderheid kostte en de partij naar de oppositie deed verwijzen.
Zowel na zijn ontslag als burgemeester als na zijn ontslag als voorzitter van het havenbestuur werd Pierre Vandamme uitgebreid uitgewuifd. In Zeebrugge werd een monument voor hem opgericht, en de nieuwgebouwde zeesluis kreeg de naam Pierre Vandammesluis. In Brugge was in 1968 al het Nijverheidsdok omgedoopt tot Pierre Vandammedok.
Zijn zoon Fernand Vandamme volgde zijn voorbeeld en stapte, na een carrière in de nationale politiek, in de Brugse politiek. hij was van 1983 tot 1988 gemeenteraadslid en schepen van Brugge.

## Adel
Op 12 mei 1976 werd Pierre Vandamme in de persoonlijke adelstand verheven met de persoonlijke titel van ridder. Zijn twee dochters, Cecile en Anna werden in hetzelfde besluit ten persoonlijke titel geadeld en zijn zoons Pierre (1924-2012) en André (1932-2010) opgenomen in de erfelijke adel. Zijn zoon Fernand (1927-2015) werd op 26 augustus 1977 eveneens opgenomen in de erfelijke adel.

## Rexist?
In Collaboratie en verzet (2000) maakten Kurt Ravyts en Jos Rondas de veronderstelling dat Vandamme in 1941 contacten met Rex zou hebben aangeknoopt, in de hoop Victor Van Hoestenberghe als burgemeester te kunnen opvolgen. Door Andries Van den Abeele werd dit geargumenteerd tegengesproken, in het Brugsch Handelsblad van 22 december 2000.

## Publicaties
- De haven van Brugge, Brugge, 1942 en 1946
- Le port de Bruges, Brugge, 1942 en 1946
- Een hart aan zee, Brugge, 1982 (autobiografie, memoires en anekdotes uit zijn carrière)

## Voetnoten
1. ↑   Rechts van de prinses, Minister van Staat Achiel Van Acker, links van de burgemeester, Onderwijsminister Renaat Van Elslande
2. ↑   Op de blijde bruiloft van heer Jan Van Damme met Joufvrouw Blanca Valcke, gevierd te Brugge op 13den Juli 1892 (Guido Gezelle, Verzameld Dichtwerk, Deel VI, blz. 48, Antwerpen, Nederlandsche Boekhandel, 1985.
3. ↑  Onvergetelijk was de plechtige inhuldiging van de haven in 1907. Vanaf die dag werd mijn hart aan de haven van Brugge en aan de toekomst ervan verpand. (in: Pierre Vandamme, Een hart aan zee, blz. 77à
4. ↑   Zie: Een hart aan zee, blz. 94-96.
5. ↑  De Pierre Vandammesluis in Zeebrugge: genoemd naar de burgemeester en bezieler van de nieuwe haven van Brugge, VRT Nieuws, 22 augustus 2018
6. ↑  zie: Fernand Traen, Brugse memoires, Brugge, 2015
7. ↑  Pierre Vandamme in 1941 kandidaat-burgemeester van Brugge? Een wel erg vermetele bewering. Gearchiveerd op 17 november 2020. Geraadpleegd op 14 november 2020.

- Digitale Bibliotheek voor de Nederlandse Letteren: vand198